# Rohini Godbole

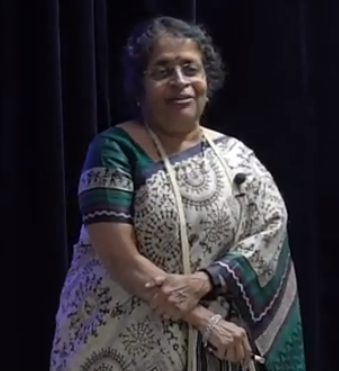
Rohini Godbole (2017)

Rohini Madhusudan Godbole (Marathi रोहिणी मधुसूदन गोडबोले; * 12. November 1952 in Pune, Indien; † 25. Oktober 2024) war eine indische Physikerin und Hochschullehrerin. Sie war Professorin am Center for High Energy Physics des Indian Institute of Science in Bengaluru.

## Leben und Werk
Godbole erhielt 1972 ihren Bachelor-Abschluss in Physik, Mathematik und Statistik vom Sir Parshurambhau College der University of Pune und 1974 ihren Master of Science Abschluss am Indian Institute of Technology Bombay in Mumbai. Sie promovierte 1979 in theoretischer Teilchenphysik an der Stony Brook University der State University of New York. Anschließend forschte sie als Visiting Fellow an dem Tata Institute of Fundamental Research in Mumbai. Von 1982 bis 1995 war sie Dozentin am Department of Physics der University of Bombay. Danach wurde sie Associate Professorin am Center for High Energy Physics des Indian Institute of Science, Bangalore, und wurde dort im Juni 1998 zur Professorin ernannt. Nach ihrer Pensionierung zum 31. Juli 2021 wurde sie dort Honorarprofessorin.
Sie war von Juni 1986 bis Juni 1988 Gastwissenschaftlerin/Professorin am Department of Physics an der Universität Dortmund, 2002 am CERN in Genf, anschließend bis Mai 2003 am DESY in Hamburg und 2011 an der Universität Utrecht (Niederlande). Von 2013 bis 2016 war sie Staff Associate des International Centre for Theoretical Physics in Triest, Italien. Sie war Trägerin des Van-der-Waals-Lehrstuhls am Amsterdamer Institut für Physik und Astronomie. Sie war gewählte Fellow aller drei Wissenschaftsakademien Indiens (INSA, IAS und NASI) sowie der World Academy of Sciences (TWAS), Vizepräsidentin der National Academy of Sciences, India (NASI) und Vorsitzende des Indian Academy Panel for Women in Sciences.

## Forschungstätigkeit
Sie arbeitete an verschiedenen Aspekten der Teilchenphänomenologie und erforschte dabei die Physik des Standardmodells (SM) und auch die Physik jenseits des Standardmodells (BSM) sowie zu Aspekten der Quantenchromodynamik zum Thema Strukturfunktion von Protonen, Photonen und Kernen. Ihre Arbeit über die hadronische Struktur hochenergetischer Photonen skizzierte eine Vielzahl von Möglichkeiten, diese zu untersuchen, und hatte Auswirkungen auf das Design von Elektronen-Positronen-Beschleunigern der nächsten Generation.
Sie war aktiv an der Organisation der Forschung im Bereich Hochenergiephysik in Indien beteiligt. Sie war über mehr als zwei Jahrzehnte mit den SERC Schools in Theoretical High Energy Physics verbunden. Von 2008 bis 2014 war sie Chefredakteurin der Zeitschrift Pramāna – Journal of Physics und Mitglied der Commission C11 on Particles and Fields der Internationale Union für Reine und Angewandte Physik (IUPAP). Sie war außerdem Mitglied der International Detector Advisory Group für den International Linear Collider (ILC) und war Mitglied des Wissenschaftlichen Beirats des Kabinetts (SAC-C).
Sie war Autorin von mehr als 150 Forschungsarbeiten und hatte einen h-Index von 61.

## Auszeichnungen und Ehrungen (Auswahl)
- 2019: Padma Shri für ihre Beiträge zu Wissenschaft und Technologie
- 2009: Satyendranath-Bose-Medaille der Indian National Science Academy
- 2007: Stipendium der National Academy of Sciences India (NASI)
- 2009: Fellowship of Academy of Sciences of the Developing World, TWAS
- 2015: Devi Award der New Indian Express Group
- 2021: Ordre national du Mérite der französischen Regierung[3]
- 2021: Goyal Award der Kurukshetra University (KU)[4]

## Mitgliedschaften (Auswahl)
Rohini Madhusudan Godbole war seit 1992 Fellow der Indian Academy of Sciences, seit 2003 der Indian National Science Academy und seit 2007 der National Academy of Sciences India.

## Veröffentlichungen (Auswahl)
- mit J. A. Aguilar-Saavedra, G. Belanger, T. Han, M.T. Dova, A. Ali, C. Troncon et al.: TESLA: The Superconducting electron positron linear collider with an integrated x-ray laser laboratory. Technical design report. Part 3. Physics at an e+ e-linear collider. DESY, 2001, ISBN 3-935702-00-0.
- mit R.M. Godbole, P. Roy: X TataTau signals of R-parity breaking at LEP 200. Nuclear Physics B 401 (1-2), 1993, S. 67–92.
- mit R.M. Godbole, M. Guchait, K. Mazumdar, S. Moretti, D.P. Roy: Search for ‘invisible’ Higgs signals at LHC via associated production with gauge bosons. Physics Letters B 571 (3–4), 2003, S. 184–192.
- mit Ramakrishna Ramaswamy: Lilavati’s Daughters: The Women Scientists of India. Indian Academy of Sciences, 2008.
- mit Ram Ramaswamy, Mandakini Dubey: The Girl’s Guide to a Life in Science. Zubaan, 2011, ISBN 978-93-81017-11-1.